# Moretus (cràter)

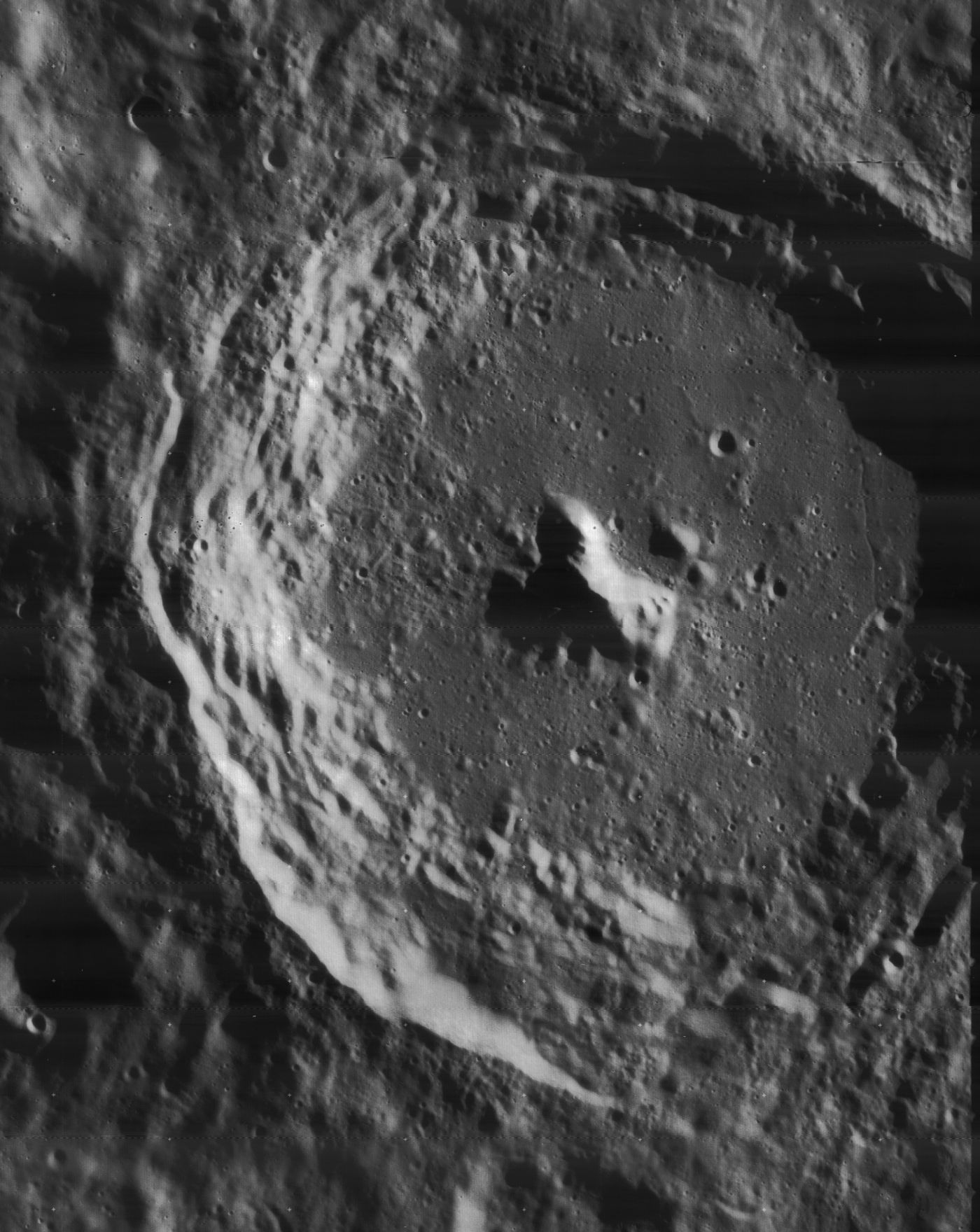
Fotografia de la missió Lunar Orbiter 4 (1967)

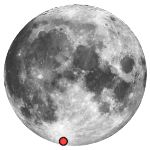
Localització de Moretus sobre el globus lunar

Moretus és un cràter d'impacte situat a la regió de l'altiplà ple de cràters proper al pol sud de la Lluna. Al sud se'n troba el cràter Short, i al nord Cysatus. Al nord-oest n'apareix Gruemberger i Curtius n'és al nord-est. A causa de ser prop del limbe lunar, el cràter té una aparença ovalada per l'escorç.
La vora del cràter enclou una àmplia paret (especialment cap a dins), amb unes rampes exteriors complexes. La planta, parcialment reconstituïda pel flux de lava, és relativament plana. Al centre n'hi ha una formació muntanyenca central que s'eleva al voltant de 2,1 km d'altura sobre el sòl circumdant.

## Cràters satèl·lits
Per convenció aquests elements són identificats en els mapes lunars posant la lletra al costat del punt mitjà del cràter que és més a prop de Moretus.
|         | \| Moretus \| Coordenades \| Diàmetre \| \| ------- \| ------------------------------------ \| -------- \| \| A \| 70° 24′ S, 13° 48′ O / 70.4°S,13.8°O \| 32 km \| \| C \| 72° 36′ S, 11° 12′ O / 72.6°S,11.2°O \| 17 km \| |          |
| Moretus | Coordenades | Diàmetre |
| A       | 70° 24′ S, 13° 48′ O / 70.4°S,13.8°O | 32 km    |
| C       | 72° 36′ S, 11° 12′ O / 72.6°S,11.2°O | 17 km    |